# Język ambel
Język ambel (a. amber, amberi), także: waigeo (a. waigiu), syam – język austronezyjski używany w prowincji Papua Zachodnia w Indonezji, przez mieszkańców wyspy Waigeo w grupie wysp Raja Ampat.
Według danych szacunkowych z 2018 r. mówi nim 1600 osób. W użyciu są też języki malajski papuaski i indonezyjski. W niektórych wsiach na wyspie Waigeo są obecni użytkownicy innych języków (biak, ma’ya). Nazwa „ambel” prawdopodobnie pochodzi od wyrazu amber („obcy; cudzoziemiec”) w języku biak.
Rodzima nazwa języka to galí Ambél („język ambel”) lub po prostu galí („język”). Czasem bywa określany mianem galí Mayá („język ma’ya”), jako że pod względem kulturowym ludność Ambel jest blisko związana z grupą etniczną Ma’ya; niemniej ma’ya i ambel to dwa różne języki. Języki ma’ya i ambel, wbrew lokalnej identyfikacji etnicznej, nie są wzajemnie zrozumiałem.
Jego użytkownicy zamieszkują 11 wsi: Warsamdin, Kalitoko, Warimak, Waifoi, Kabilo, Go, Kapadiri, Kabare, Bonsayor, Darumbab, Andey. Dzieli się na dwa główne dialekty: metnyo (większościowy) i metsam (pierwotnie związany z miejscowościami Warsamdin i Kalitoko); różnice dotyczą cech fonologii, prozodii i elementów leksyki. Dialekt metsam w dużej mierze wyszedł z użycia. Skupiska ludności Ambel występują też w Waisai i Sorong.
Na poziomie morfosyntaktyki wykazuje silne wpływy języków papuaskich, a znaczna część jego leksyki nie jest pochodzenia austronezyjskiego. Występują też zapożyczenia słownikowe z języków biak, tidore i malajskiego. Podobnie jak spokrewnione języki ma’ya i matbat, stanowi przykład tonalnego języka austronezyjskiego. Wcześniej mylnie sądzono, że jest pozbawiony tonalności.
Jest wyraźnie zagrożony wymarciem. Niewiele osób urodzonych po 2000 roku ma jakąkolwiek znajomość tego języka. Dominującym środkiem komunikacji stał się malajski papuaski.
Badaniem tego języka zajmowała się Laura Arnold, autorka opracowania gramatycznego (2018)  i skrótowego słownika. Do sporadycznego zapisywania tego języka stosuje się alfabet łaciński. Nie wypracowano konwencji ortografii.